# 加拿大雀麦
加拿大雀麦（学名：Bromus canadensis）为禾本科雀麦属下的一个种。其种加词“canadensis”意为“加拿大的”。